# 政和站 (北海道)

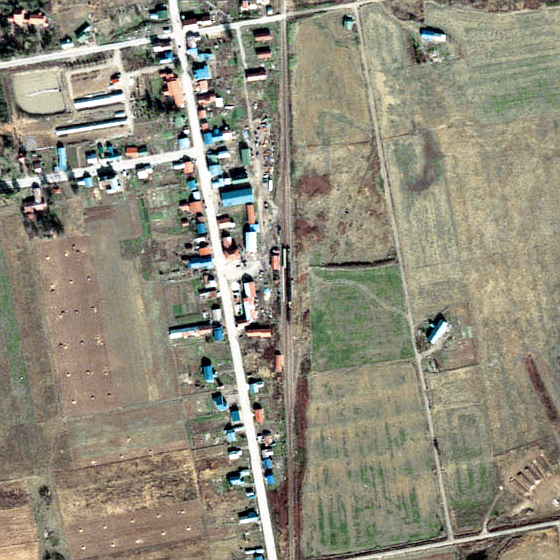
1977年的政和站與方圓約500米範圍。上方為朱鞠內方向。車站大樓對面沒有月台。

政和站（日语：／ Seiwa eki */?）是位於北海道雨龍郡幌加內町字政和第二，北海道旅客鐵道（JR北海道）的深名線車站（廢站）。隨著深名線廢線，車站在1995年（平成7年）9月4日廢除。

## 歷史
- 1931年（昭和6年）
  - 9月15日 - 鐵道省雨龍線幌加內至添牛內之間開通，此站啟用[2][3][4]。當時為一般車站[1]。
  - 10月10日 - 改線改名為幌加內線，成為幌加內線車站。
- 1941年（昭和16年）10月10日 - 改線改名為深名線，成為深名線車站。
- 1949年（昭和24年）6月1日 - 日本國有鐵道成立，成為日本國有鐵道車站。
- 1982年（昭和57年）3月29日 - 結束處理貨物[1]。
- 1984年（昭和59年）
  - 2月1日 - 結束處理行李[1]。
  - 11月10日 - 旅客業務無人化[5]。運輸要員在1986年3月前的仍然當值。
- 1987年（昭和62年）4月1日 - 伴隨國鐵分割民營化，車站由北海道旅客鐵道（JR北海道）營運[1]。
- 1995年（平成7年）9月4日 - 深名線全線廢除，此站也廢除[1]。

## 站名的由來
車站名稱取自所在地名稱。原本當地名為「添牛內五線」。後來在1922年（大正11年），當地小學校長提議把地方名改名為正和（日语：／）（最後在1927年（昭和2年）改名）。但是在車站啟用時，由於留萠鐵道已經設有「昭和站」，「昭和」與「正和」的讀法相同會造成混亂，因此把車站名為政和，在車站啟用5年後的1936年（昭和11年）把地區名稱改為政和。

## 車站構造
車站是地面車站。車站大樓位於站內西邊，在車站啟用當初，車站大樓前方靠近深川一方設有1面1線的單式月台，另外設有一條副本線。
後來在1947年前，本線增加至上下行共兩條，月台變成2面2線的相對式月台。當時可進行列車交會，車站大樓旁邊設有貨物月台（缺角式月台），靠近名寄一方設有貨物線專用的側線。在對面月台後方設有1條留置線。此外，留置線向深川一方設有分支，連接車站後方的營林署專用線。營林署專用線在1957年至1964年之間廢除。
在結束處理貨物和廢除交會設備後的1983年（昭和58年）。車站內只剩下1面1線的單式月台。對面月台的舊上行本線變回副本線（月台還存在）。在副本線靠近深川一方，對面月台外側曾經為留置線處，還保留了一條短側線，向名寄一方分支。
截至車站廢除前，副本線、舊對面月台，車站後方的側線均已經撤走。只留下1面1線的單式月台和舊貨物月台。月台前後的路軌均設有彎位，這是分支留下來的走線。
此站是無人車站，在有人站時代還有車站大樓。在小型木製車站大樓中，事務室部分裝上鋁製窗扇。在有人車站的時代，候車室中放置了由附近的主婦製造的人造花（石南花）。

## 使用狀況
- 在1981年度（昭和56年度），1日的上下車人次為21人[10]。
- 在1992年度（平成4年度），1日的上下車人次為4人[13]。

## 車站周邊
站前廣場設有一棵榆樹，旁邊設有「幌加內町開基七十周年」的紀念塔。
- 國道275號（空知國道）
- 北海道道938號伊文政和線
- 道之驛森和湖之里幌加內（日语：道の駅森と湖の里ほろかない）
- 政和溫泉Luonto - 廢站後啟用。
- 政和簡易郵局
- 幌加內町公民館 政和社區中心
- 雨龍川[14]
- 釜尻山 - 車讀西邊[14]。
- JR北海道巴士深名線（日语：深名線 (ジェイ・アール北海道バス)）「政和」巴士站

## 現況
廢站後，車站大樓當初變成了空置住宅和儲物室。截至2000年（平成12年），車站大樓封閉了。，站前設立了「幌加內町開基七十周年」的紀念塔。截至2002年（平成14年）也是同樣，外牆開始變質，月台側用作放置物品。在2003年（平成15年）夏天，車站大樓改裝為食堂。截至2010年（平成22年），食堂還在夏季營業。

## 相鄰車站
北海道旅客鐵道（JR北海道）
深名線
上幌加內－政和－添牛內
曾經此站與上幌加內站之間曾經設有雨煙別站和政和溫泉站（兩站在1990年（平成2年）3月10日廢除）。
曾經此站與添牛內站之間曾經設有新富站（車站在1990年（平成2年）9月1日廢除）。

## 注腳

## 外部連結
- 1947年撮影航空写真 USA-R327-127（日語） 國土地理院 地圖、航空照片參閲服務。